# احمدآباد (مشگین‌شهر)

احمدآباد روستایی است که در استان اردبیل، شهرستان مشگین‌شهر، بخش مرکزی، دهستان مشگین غربی قرار دارد.

## جمعیت
بر اساس سرشماری سال ۱۳۸۵ جمعیت این روستا ۱۹۷۰ نفر با ۳۹۲ خانوار بوده‌است.

## سنگ نگاره ها
```
در سال ۱۴۰۰سنگ نگاره ای به طول ۵متر درروستا پیداشد که قدمت آن به پنج هزار سال قبل از میلاد مسیح بر میگردد.
```

پیش از این نیز سنگ نگاره ای پیدا شده بود.این سنگ نگاره ها که شبیه سنگ نگاره های شهر یئری میباشند در محوطه قلعه باشی در مرکز روستا نگهداری میشوند.